# IPhone 11
iPhone 11 là chiếc điện thoại thuộc dòng iPhone được ra mắt vào ngày 10 tháng 9 năm 2019 cùng với iPhone 11 Pro và iPhone 11 Pro Max bởi CEO Tim Cook. Đây là phiên bản kế nhiệm của iPhone XR, với giá bán khởi điểm là 699 USD, rẻ hơn 50 USD so với iPhone XR. iPhone 11 được trang bị vi xử lý Apple A13 Bionic cùng với máy ảnh kép với tính năng chụp góc siêu rộng. Tuy nhiên iPhone 11 chỉ được trang bị sẵn sạc phổ thông 5W trong hộp giống với các thế hệ iPhone tiền nhiệm. Trong khi iPhone 11 Pro và 11 Pro Max được trang bị sạc nhanh 18W, mặc dù 3 phiên bản này đều sỡ hữu công nghệ sạc nhanh.
iPhone 11, cùng với  iPhone 12 mini, iPhone 13 Pro và biến thể Max của nó đã ngừng sản xuất và di chuyển ra khỏi website của Apple vào ngày 7 tháng 9 năm 2022 sau khi iPhone 14 và iPhone 14 Pro được công bố.

## Lịch sử
Trước khi phát hành chính thức vài tuần, thông tin chi tiết liên quan đến điện thoại thông minh đã bị rò rỉ rộng rãi bao gồm thông số kỹ thuật và hình ảnh hoàn chỉnh của điện thoại. Nhiều trong số đó dự đoán chính xác, chẳng hạn như những cải tiến về camera và việc giữ lại thiết kế 'notch' xung quanh camera trước đã có kể từ iPhone X. Lời mời tham gia sự kiện chính thức của Apple được gửi tới các nhà phát triển trước một tuần diễn ra. Hình ảnh biểu tượng là logo Apple làm bằng kính màu xếp lớp, gợi ý rằng sẽ có màu sắc mới cho điện thoại. Một bằng sáng chế do Apple nộp vào đầu năm, cũng tiết lộ dòng iPhone 11 sẽ có bố cục máy ảnh mới.
iPhone 11 được đặt trước từ ngày 13 tháng 9 năm 2019 và chính thức mở bán tại Apple Store từ ngày 20 tháng 9 năm 2019. iPhone 11 được đánh giá cao với sức mua lớn đến từ thị trường, đặc biệt là thị trường Trung Quốc. Kết thúc năm 2019, iPhone 11 trở thành điện thoại thông minh bán chạy thứ hai thế giới (với 37,3 triệu máy), sau iPhone XR (với 46,3 triệu máy).

## Thiết kế
iPhone 11 sở hữu kích thước và ngôn ngữ thiết kế giống với iPhone XR, gồm hai mặt kính kết hợp với khung nhôm. Chiếc máy có sáu tùy chọn màu sắc, bao gồm Purple, Yellow, Green, Black, White và Product Red. iPhone 11 có sự thay đổi thiết kế với các đời trước khi mặt lưng với cụm hai máy ảnh gồm ống kính rộng và siêu rộng đặt trong khung hình vuông đặt lệch về góc trái, biểu tượng Apple được đặt vào chính giữa và dòng chữ iPhone được bỏ đi. Mặt trước máy vẫn giữ thiết kế tai thỏ để chứa cụm máy ảnh TrueDepth.

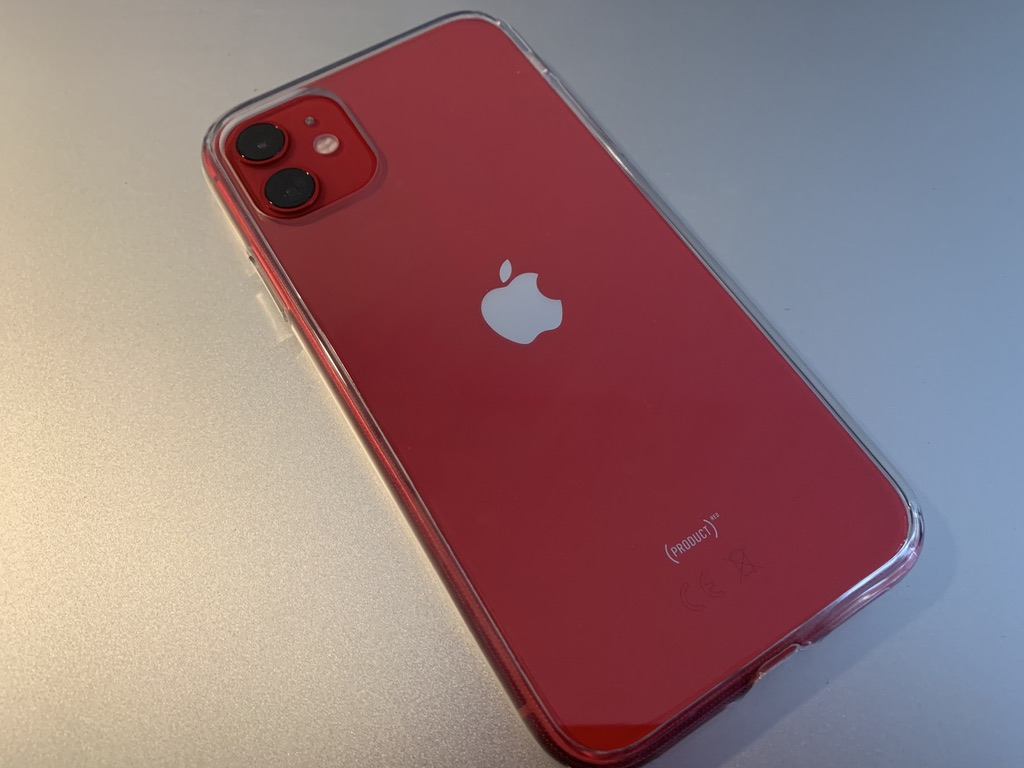
iPhone 11 màu Product (Red)

| Màu | Tên gọi       |
| --- | ------------- |
|     | Đen           |
|     | Trắng         |
|     | Tím           |
|     | Vàng          |
|     | Xanh lá cây   |
|     | Product (Red) |

## Thông số kỹ thuật

### Phần cứng
iPhone 11, cùng với iPhone 11 Pro và 11 Pro Max, được trang bị bộ xử lý mới A13 Bionic (tiến trình 7 nm) với Neural Engine thế hệ thứ 3 tân tiến nhất của Apple. iPhone 11 có 3 tùy chọn dung lượng lưu trữ: 64, 128 và 256 GB cùng với 4 GB RAM. Nó còn được trang bị tiêu chuẩn chống nước, chống bụi IP68 (chịu được tối đa 2 mét trong vòng 30 phút).  Ngoài ra, giống các đời iPhone gần đây, cả hai mẫu đều không có giắc cắm tai nghe và đi kèm với EarPods với đầu nối Lightning.

#### Màn hình
iPhone 11 có màn hình IPS LCD 6.1 inch Liquid Retina với viền dày, trong khi 11 Pro và 11 Pro Max sở hữu màn hình OLED với viền màn hình cực mỏng.
Độ phân giải màn hình này là 1792×828 pixels (326 ppi), độ tương phản 1400:1 và độ sáng tối đa 625 nits, hỗ trợ Dolby Vision, HDR10, True-Tone cùng dải màu rộng cho màu sắc trung thực. Cũng như thế hệ iPhone X, màn hình iPhone 11 có khoét "tai thỏ" ở phía trên cho hệ thống camera TrueDepth và loa thoại. Apple đã công bố vào tháng 9 năm 2019 rằng cả iPhone 11 và iPhone 11 Pro sẽ hiển thị thông báo cảnh báo nếu màn hình được thay thế trái phép bởi bên thứ 3. Apple cảnh báo rằng các vấn đề với điện thoại có thể phát sinh nếu có các thành phần hoặc quy trình sai trong quá trình sửa chữa.

#### Camera
iPhone 11 có camera kép 12MP gồm 1 camera góc siêu rộng 120 độ khẩu độ ƒ/2.4 cho khả năng zoom out 2× và một camera góc rộng khẩu độ ƒ/1.8. Có thể quay phim 4K lên tới 60 fps và quay slow-motion 1080p 240fps. Ngoài ra nó còn có tính năng zoom audio giống như 11 Pro. iPhone 11 cũng sở hữu chế độ chụp chân dung xóa phông và chế độ chụp đêm để cho ra những bức ảnh sáng hơn, nhiều chi tiết hơn và ít nhiễu hơn trong điều kiện thiếu sáng. Apple còn giới thiệu tính năng Deep Fusion mới ứng dụng sức mạnh của máy học AI và  machine learning để xử lý hình ảnh. Camera trước TrueDepth được nâng lên 12MP khẩu độ ƒ/2.2 hỗ trợ Face ID (cảm biển gương mặt 3D) với nhiều cải tiến về tốc độ.

### Phần mềm
iPhone 11 xuất xưởng với phiên bản iOS 13. Apple iPhone 11, 11 Pro và 11 Pro Max được ra mắt cùng các dịch vụ mới của Apple là Apple Card, Apple TV+ và Apple Arcade.

## Đánh giá
iPhone 11 ngay sau khi được phát hành nhận được đánh giá tích cực. Các chuyên gia đánh giá cao về hiệu năng, thời lượng pin và camera của máy. Tuy nhiên, về mảng hiển thị thì bị chỉ trích, vì vẫn sử dụng loại màn hình LCD Liquid Retina tương tự như thế hệ trước. Giống như thế hệ tiền nhiệm, các nhà phê bình chỉ trích phần notch làm quá to. Theo như hiệp hội nghiên cứu thị trường, iPhone 11 là mẫu máy thứ hai bán chạy nhất toàn cầu trong năm 2019, chỉ trong vòng bốn tháng phát hành.

## Dòng sản phẩm
| Dòng thời gian của các mẫu iPhone         |
| ----------------------------------------- |
| Xem thêm: Timeline of Apple Inc. products |

Nguồn: Apple Newsroom Archive